# General Motors EV1

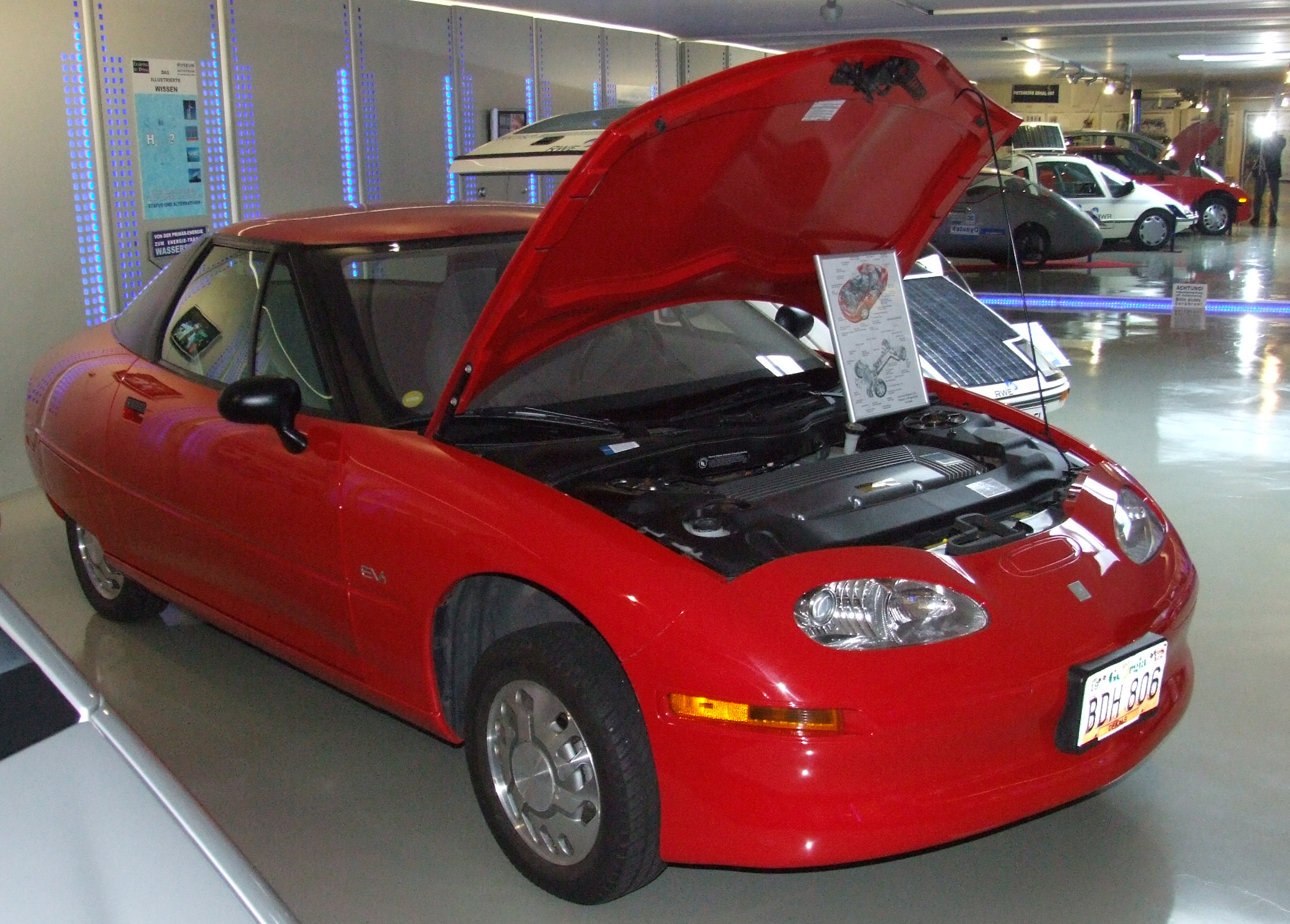
General Motors EV1, Museum Autovision, Альтлусгайм

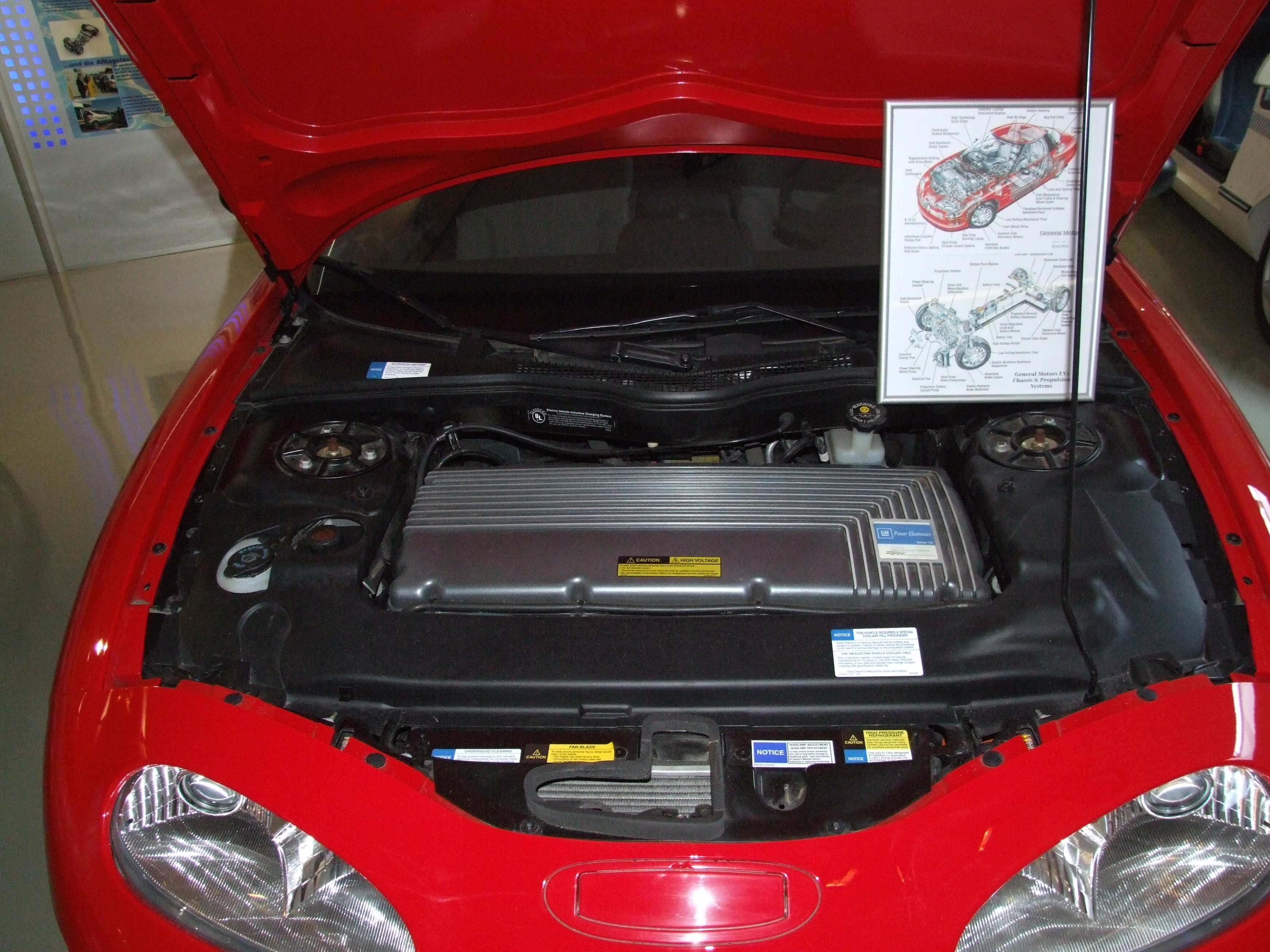

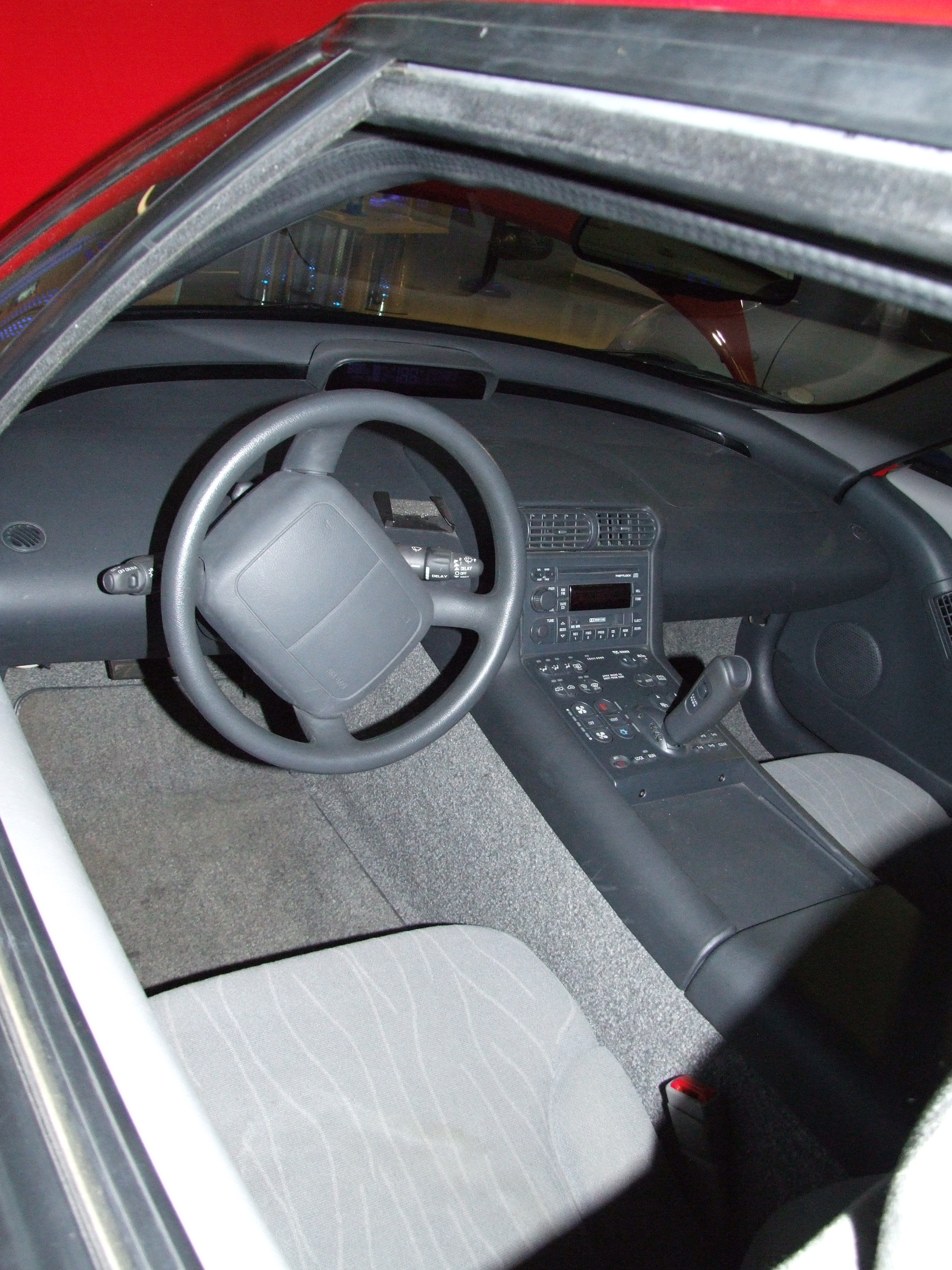
EV1

EV1 («Electrical Vehicle 1») — електромобіль компанії General Motors. Випускався з 1997 року, другого покоління — з 1999. Був доступний тільки в Каліфорнії та Аризоні і лише на умовах лізингу.
У першому поколінні були встановлені звичайні свинцево-кислотні акумулятори. Було здано в лізинг 650 примірників. На другому поколінні EV-1 встановлювалися нікель-метал-гідридні акумулятори. Було здано в лізінг 465 примірників.
Всього було виготовлено 1117 шт. EV-1.
В 2003 програма була закрита. Електромобілі вилучені у експлуатантів і знищені. У музеях залишилося два примірники.

## Характеристики
- Заряд свинцево-кислотної батареї EV1 дозволяє проїхати 150 км по шосе і 120 км у місті. До 250 км на нікель-метал-гідридному акумуляторі.
- EV1 розганяється з місця до 96 км/год за 9 секунд і розвиває примусово обмежену швидкість 129 км/год.
- Вага автомобіля 1350 кг
- Батарея важить 533 кг, складається з 26 12-вольтових акумуляторів, які зберігають 1378 А * год електроенергії.
- Двигун: трифазний електродвигун змінного струму потужністю 102 кВт/138 к.с. в діапазоні від 7000 до 14 000 об/хв. Крутильний момент на провідних колесах при початку руху з місця — 164 Н * м. (Він тримається на цій позначці до тих пір, поки двигун не розкрутиться до 7000 оборотів).
- Замість коробки передач — двоступінчастий редуктор, що сповільнює обертання електродвигуна в 10,946 рази.
- Кузов: просторова зварна тримальна конструкція з алюмінієвого сплаву, важить всього 132 кг.
- Переносний зарядний пристрій компактний, його можна підключити до звичайної побутової розетки американського стандарту 120 В/60 Гц, але зарядка займе 10-12 годин.
- Корпус має дуже низький коефіцієнт аеродинамічного опору Cx = 0.195.

## Вартість
Електромобілі надавалися власникам в лізинг за цінами від $ 33 995 до $ 43 995. Щомісячний платіж становив від $ 299 до $ 574. Представник General Motors заявляв, що вартість EV-1 для General Motors становить приблизно $ 80 000, включаючи витрати на дослідницькі роботи та інші платежі.
Більша частина вартості електромобіля припадає на вартість акумуляторних батарей. Можна сказати, що власник електромобіля купує запас палива, тому що вартість пробігу електромобіля незрівнянно мала у порівнянні з вартістю пробігу автомобіля з двигуном внутрішнього згоряння. За пробіг 1 милі електромобіль споживає електроенергії приблизно на $ 0,01 — $ 0,03.